# Савур-Ципріянович Михайло Петрович
Саву́р-Ципрія́нович Миха́йло Петро́вич (прізвисько Ципочка). (нар.? — пом.?) — особистий секретар В'ячеслава Липинського (1920—1925, 1929—1931), завідувач канцелярії Українського наукового інституту в Берліні (1926—1929). Входив у склад Української мирної делегації в Парижі 1920 року. Співзасновник Братства українських класократів-монархістів, гетьманців.

## Життєпис

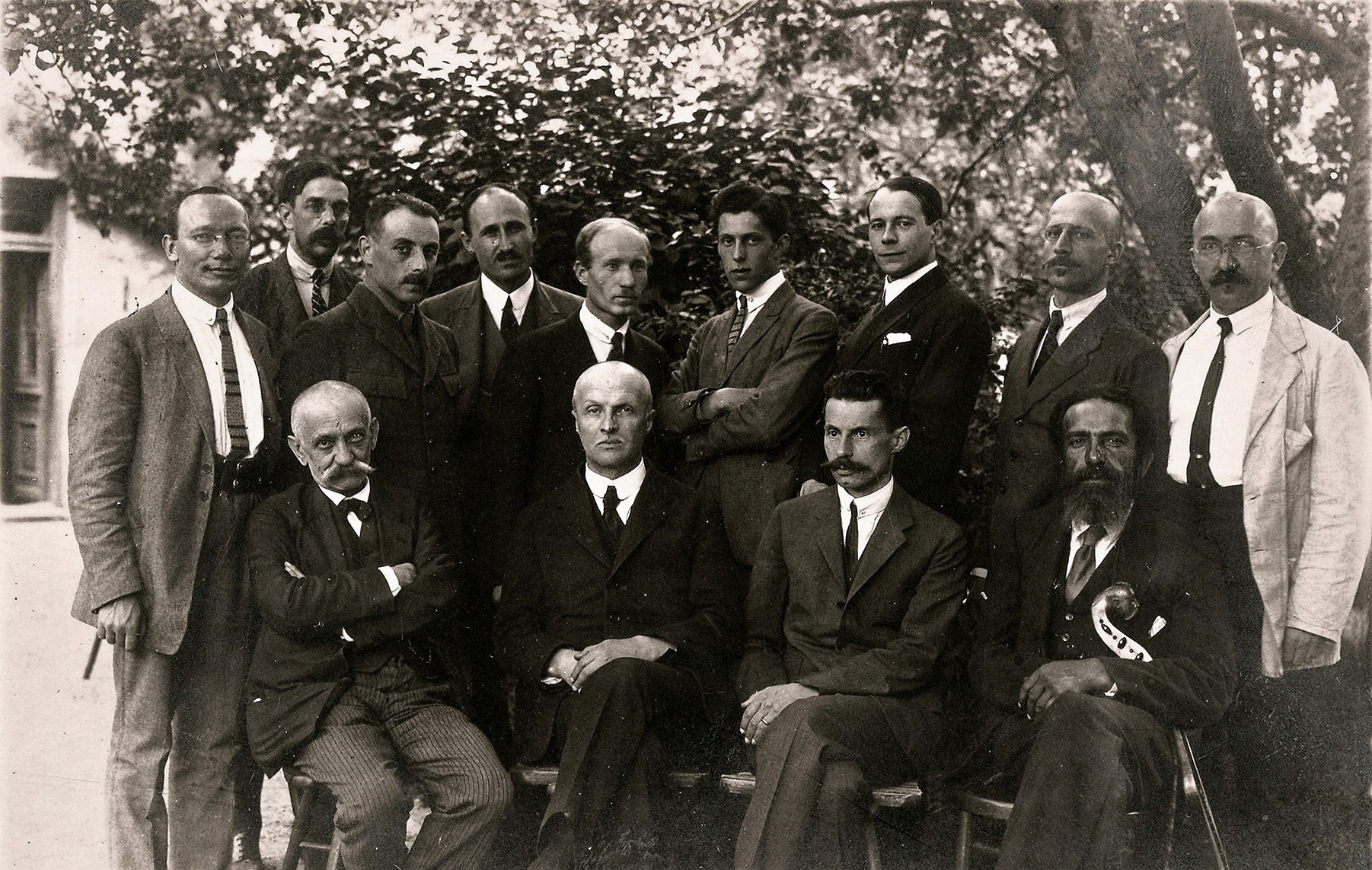
Учасники установчого з'їзду Українського союзу хліборобів-державників, Рейхенау, 4—8 червня 1922 року. Зліва направо сидять: Іван Леонтович, гетьман Павло Скоропадський, В'ячеслав Липинський, Людвіг Сідлецький; стоять Михайло Тимофіїв, Микола Кочубей, Адам Монтрезор, Андрій Білопольський, Михайло Савур-Ципріянович, Ігор Лоський, Володимир Залозецький, Сергій Шемет, Олександр Скоропис-Йолтуховський.

До роботи з В'ячеславом Липинським працював у міністерстві освіти Директорії УНР. Входив у склад Української мирної делегації в Парижі 1920 року. Під час роботи з В'ячеславом Липинським — виконував завдання з набору листів, робіт тощо. 
З 1922 по 1929 роки перебуває в Українському союзі хліборобів-державників. З 1926 року разом із Дмитром Дорошенком та В'ячеславом Липинським редагує періодичне видання Українського наукового інституту в Берліні та обіймає посаду головного канцеляриста. Після розколу УСХД — є співзасновником Братства український класократів-монархістів, гетьманців. 
Після смерті В'ячеслава Липинського проживав протягом 1931 - 1939 у родині Головацьких в селі Боратин (тепер Веселе) Луцького району, редагував збірник «Збірник Хліборобської України» (1931—32).
14 червня 1931 року виконуючи заповіт Липинського у санаторії Вінервальд поблизу Відня передав отцю Мирону Горникевичу його листування, незакінчені праці, записки, нотатки до «Спогадів з мого життя», щоденники, копії документів Українського посольства у Відні тощо. 
Публікує також посмертні спогади та впорядковує архів Липинського.
Подальша доля невідома.

## Публікації
- Останні дні Вячеслава Липинського // Дзвони. — 1932. — Вип. 15. — № 6. — С. 420—428.